# Renatus Rüger
Detlev Renatus Rüger (* 18. Januar 1933 in Dresden; † 12. April 2024 in Köln) war ein deutscher Unternehmer im Immobilien-Fondsbereich. Er war Geschäftsführender Gesellschafter der Dr. Rüger Immobilien Holding GmbH & Co. KG, Köln.

Renatus Rüger (2011)

## Werdegang
Rüger stammte aus einer bürgerlichen Familie. Nach dem Abitur 1954 studierte er Wirtschaftswissenschaften und Soziologie an der Johann Wolfgang Goethe-Universität Frankfurt am Main bei Theodor W. Adorno und Max Horkheimer, Mitbegründer der Frankfurter Schule und der Kritischen Theorien.
Ende 1956 übernahm Rüger die Leitung eines studentischen Flüchtlingslagers in der Steiermark in Österreich. Gleichzeitig wechselte er zur staatswissenschaftlichen Fakultät der Karl-Franzens-Universität in Graz/Österreich. Dort erfolgte seine Promotion zum Dr. rer. pol. summa cum laude mit der völkerrechtlichen Dissertation „Die Teilung des Deutschen Reiches und der völkerrechtliche Status seiner Teilgebiete“.
1960 erfolgte die Gründung einer studentischen Zimmervermittlung in Köln mit dem Ziel der Finanzierung der in Graz angebotenen Habilitation als Völkerrechtler. Aus der Zimmervermittlung entwickelte sich eine Immobilienmaklertätigkeit. 1963 wurden die ersten eigenen Baumaßnahmen mit bis zu 1.000 Wohneinheiten im Raum Köln, Bonn, Düsseldorf durchgeführt.
Rüger starb 2024 im Alter von 91 Jahren und wurde in der Familiengrabstätte auf dem Kölner Melaten-Friedhof beigesetzt. Er hatte drei Kinder.

## Fondsbereich
Ende 1969 wurde mit dem Berliner Studentenheim am Potsdamer Platz an der Mauer der erste steuerbegünstigte Fonds aufgelegt. Darauf folgten weitere vierzig Fonds (WITAG-Fonds, Westdeutsche Immobilien Treuhand) mit einem Volumen von rund zwei Milliarden DM. Zu dieser Zeit bestand die Unternehmensgruppe Dr. Rüger aus rund 60 Gesellschaften mit 300 Mitarbeitern.
Ab 1975 bis 1982 wurden rund 2.000 Einheiten im sogenannten Bauherrenmodell errichtet. Die Rüger-Gruppe war in den siebziger Jahren Branchenführer im steuerbegünstigten Immobilien- und Fondsbereich (auch Schifffahrt, Industriebeteiligungen wie die Israel Corporation)
Zu den markantesten Investitionen zählen:
- Ostseebad Damp (5.000 Betten)
- Hotels auf Gran Canaria (2.200 Betten)
- Herkules-Hochhaus in Köln
- Einkaufszentrum Berlin-Tegel

Überregionale Aufmerksamkeit rief Rüger durch sein vorübergehendes Engagement bei der I.G. Farbenindustrie AG i. L. hervor. Seine Unternehmensgruppe galt als größte Kaderschmiede für engagierten Führungsnachwuchs in der Branche der steuerbegünstigten Kapitalanlagen, die seinerzeit als „grauer Kapitalmarkt“ bezeichnet wurde. Damals halfen hohe Steuervorteile über Marktschwierigkeiten hinweg. „Steuern in Vermögen wandeln“ war das Schlagwort und auch immer umstritten. Da aufgrund unternehmerischer Risiken in der Beteiligungsbranche die prognostizierten Renditen über einen längeren Zeitraum nicht immer erwirtschaftet werden konnten und die Finanzverwaltungen die steuerlichen Konzepte immer häufiger mit Verwaltungserlassen einschränkten, erhöhte sich das Risiko von Sammelklagen von Anlegern. Diese Entwicklung bewog Rüger Anfang der achtziger Jahren, aus dem Fondsgeschäft auszusteigen.
Seit 1983 betrieb die Dr. Rüger Holding die Entwicklung, den Bau und die Verwaltung eigenen Grundbesitzes in Deutschland und den USA. Die Firmengruppe führte Rüger zusammen mit seinen Kindern.

## Soziales Engagement
- Kambodscha/Ärzte ohne Grenzen
- Kinderheim Warmbronn